# Serie A 1973 (calcio femminile)
La stagione sportiva 1973 era suddivisa in due distinte Federazioni calcistiche femminili: la F.F.I.U.G.C. (Federazione Femminile Unificata Giuoco Calcio) (che perde l'Autonoma cambiando denominazione da F.F.I.U.A.G.C. durante l'Assemblea Straordinaria di febbraio 1973) avente sede a Roma e la F.I.G.C.F. (Federazione Italiana Giuoco Calcio Femminile) avente sede a Viareggio e per questo motivo era definita la Federazione di Viareggio.

## Campionato F.F.I.U.G.C.
L'edizione 1973 del campionato di calcio italiano femminile F.F.I.U.G.C. vide la vittoria del Gamma 3 Padova.
Le squadre vennero suddivise in due gironi eliminatori le cui prime tre si qualificavano al girone finale per l'assegnazione del titolo di Campione d'Italia.

### Girone A
|  |    | Serie A girone A 1973 FFIUGC | Pt | G  | V | N | P | GF | GS |
|  | -- | ---------------------------- | -- | -- | - | - | - | -- | -- |
|  | 1. | Falchi Astro Torino          | 20 | 12 | 8 | 4 | 0 | 23 | 6  |
|  | 2. | Pordenone MobilGradisca      | 16 | 12 | 6 | 4 | 2 | 17 | 10 |
|  | 3. | Roma Martinel                | 14 | 12 | 6 | 2 | 4 | 11 | 10 |
|  | 4. | Ambrosiana                   | 10 | 12 | 2 | 6 | 4 | 12 | 15 |
|  | 5. | Assicurazioni Firs Messina   | 9  | 12 | 4 | 1 | 7 | 14 | 19 |
|  | 6. | Cagliari                     | 8  | 12 | 2 | 4 | 6 | 7  | 16 |
|  | 7. | Fiorentina Pool              | 7  | 12 | 2 | 3 | 7 | 8  | 16 |
|  |    |                              |    |    |   |   |   |    |    |

Verdetti
- Falchi Astro, MobilGradisca Pordenone e Roma Martinel sono ammesse al girone di finale.
- Fiorentina Pool è retrocessa in Serie A Interregionale 1974

#### Calendario
| andata (1ª) | andata (1ª)          | Prima giornata       | ritorno (8ª) | ritorno (8ª) |
|             |                      |                      |              |              |
| 25 mar.     | 0-1                  | Ambrosiana-Roma      | 0-0          | 20 mag.      |
| 25 mar.     | 0-1                  | Fiorentina-Cagliari  | 2-1          | 20 mag.      |
| 25 mar.     | 0-2                  | Messina-Falchi Astro | 0-1          | 20 mag.      |
| 25 mar.     | Riposa: MG Pordenone |                      |              | 20 mag.      |

| andata (2ª) | andata (2ª)        | Seconda giornata        | ritorno (9ª) | ritorno (9ª) |
|             |                    |                         |              |              |
| 1º apr.     | 0-0                | Cagliari-Pordenone      | 1-4          | 27 mag.      |
| 1º apr.     | 0-0                | Falchi Astro-Fiorentina | 2-1          | 27 mag.      |
| 1º apr.     | 2-0                | Roma-Messina            | 2-1          | 27 mag.      |
| 1º apr.     | Riposa: Ambrosiana |                         |              | 27 mag.      |

| andata (3ª) | andata (3ª)     | Terza giornata       | ritorno (10ª) | ritorno (10ª) |
|             |                 |                      |               |               |
| 8 apr.      | 1-1             | Ambrosiana-Cagliari  | 1-0           | 10 giu.       |
| 8 apr.      | 3-1             | Falchi Astro-Roma    | 1-0           | 10 giu.       |
| 8 apr.      | 1-0             | Pordenone-Fiorentina | 1-2           | 10 giu.       |
| 8 apr.      | Riposa: Messina |                      |               | 10 giu.       |

| andata (4ª) | andata (4ª)  | Quarta giornata        | ritorno (11ª) | ritorno (11ª) |
|             |              |                        |               |               |
| 15 apr.     | 2-0          | Cagliari-Messina       | 0-2           | 17 giu.       |
| 15 apr.     | 2-2          | Fiorentina-Ambrosiana  | 1-1           | 17 giu.       |
| 15 apr.     | 0-0          | Pordenone-Falchi Astro | 0-3           | 17 giu.       |
| 15 apr.     | Riposa: Roma |                        |               | 17 giu.       |

| andata (5ª) | andata (5ª)          | Quinta giornata      | ritorno (12ª) | ritorno (12ª) |
|             |                      |                      |               |               |
| 22 apr.     | 1-1                  | Ambrosiana-Pordenone | 1-2           | 24 giu.       |
| 22 apr.     | 1-0                  | Messina-Fiorentina   | 4-0           | 24 giu.       |
| 22 apr.     | 1-0                  | Roma-Cagliari        | 0-0           | 24 giu.       |
| 22 apr.     | Riposa: Falchi Astro |                      |               | 24 giu.       |

| andata (6ª) | andata (6ª)      | Sesta giornata          | ritorno (13ª) | ritorno (13ª) |
|             |                  |                         |               |               |
| 29 apr.     | 1-1              | Ambrosiana-Falchi Astro | 1-3           | 1º lug.       |
| 29 apr.     | 0-1              | Fiorentina-Roma         | 0-1           | 1º lug.       |
| 29 apr.     | 4-1              | Pordenone-Messina       | 0-0           | 1º lug.       |
| 29 apr.     | Riposa: Cagliari |                         |               | 1º lug.       |

| \| andata (7ª) \| andata (7ª) \| Settima giornata \| ritorno (14ª) \| ritorno (14ª) \| \| \| \| \| \| \| \| 6 mag. \| 4-0 \| Falchi Astro-Cagliari \| 1-1 \| 8 lug. \| \| 6 mag. \| 2-1 \| Messina-Ambrosiana \| 1-2 \| 8 lug. \| \| 6 mag. \| 0-1 \| Roma-Pordenone \| 1-3 \| 8 lug. \| \| 6 mag. \| Riposa: Fiorentina \| \| \| 8 lug. \| |                    |                       |               |               |
| andata (7ª) | andata (7ª)        | Settima giornata      | ritorno (14ª) | ritorno (14ª) |
| |                    |                       |               |               |
| 6 mag. | 4-0                | Falchi Astro-Cagliari | 1-1           | 8 lug.        |
| 6 mag. | 2-1                | Messina-Ambrosiana    | 1-2           | 8 lug.        |
| 6 mag. | 0-1                | Roma-Pordenone        | 1-3           | 8 lug.        |
| 6 mag. | Riposa: Fiorentina |                       |               | 8 lug.        |

### Girone B
|  |    | Serie A girone B 1973 FFIUGC | Pt | G  | V  | N | P  | GF | GS |
|  | -- | ---------------------------- | -- | -- | -- | - | -- | -- | -- |
|  | 1. | Gamma 3 Padova               | 23 | 12 | 11 | 1 | 0  | 37 | 3  |
|  | 2. | Capellini Mobili Piacenza    | 17 | 12 | 7  | 3 | 2  | 30 | 11 |
|  | 3. | Lazio Lubiam                 | 14 | 12 | 5  | 4 | 3  | 20 | 13 |
|  | 4. | ACF Juventus                 | 11 | 12 | 3  | 5 | 4  | 14 | 11 |
|  | 5. | Peco Bergamo                 | 10 | 12 | 4  | 2 | 6  | 17 | 15 |
|  | 6. | Cebora Bologna               | 8  | 12 | 3  | 3 | 6  | 9  | 16 |
|  | 7. | G.S. U.P.I.M. Catania        | 0  | 12 | 0  | 0 | 12 | 2  | 60 |
|  |    |                              |    |    |    |   |    |    |    |

Verdetti
- Gamma 3 Padova, Capellini Mobili Piacenza e Lubiam Lazio sono ammesse al girone di finale.
- U.P.I.M. Catania è retrocessa in Serie A Interregionale 1974.

#### Calendario
| andata (1ª) | andata (1ª)     | Prima giornata            | ritorno (8ª) | ritorno (8ª) |
|             |                 |                           |              |              |
| 25 mar.     | 6-0             | Juventus-U.P.I.M. Catania | 2-0          | 20 mag.      |
| 25 mar.     | 1-3             | Peco Bergamo-Gamma 3      | 0-2          | 20 mag.      |
| 25 mar.     | 3-0             | Piacenza-Lazio Lubiam     | 1-1          | 20 mag.      |
| 25 mar.     | Riposa: Bologna |                           |              | 20 mag.      |

| andata (2ª) | andata (2ª)           | Seconda giornata          | ritorno (9ª) | ritorno (9ª) |
|             |                       |                           |              |              |
| 1º apr.     | 2-0                   | Gamma 3-Juventus          | 2-0          | 27 mag.      |
| 1º apr.     | 1-0                   | Lazio Lubiam-Peco Bergamo | 2-2          | 27 mag.      |
| 1º apr.     | 0-3                   | U.P.I.M. Catania-Bologna  | 1-4          | 27 mag.      |
| 1º apr.     | Riposa: C.M. Piacenza |                           |              | 27 mag.      |

| andata (3ª) | andata (3ª)          | Terza giornata            | ritorno (10ª) | ritorno (10ª) |
|             |                      |                           |               |               |
| 8 apr.      | 0-2                  | Bologna-Gamma 3           | 0-0           | 10 giu.       |
| 8 apr.      | 2-0                  | Juventus-Peco Bergamo     | 1-1           | 10 giu.       |
| 8 apr.      | 7-0                  | Piacenza-U.P.I.M. Catania | 6-1           | 10 giu.       |
| 8 apr.      | Riposa: Lazio Lubiam |                           |               | 10 giu.       |

| andata (4ª) | andata (4ª)              | Quarta giornata       | ritorno (11ª) | ritorno (11ª) |
|             |                          |                       |               |               |
| 15 apr.     | 2-0                      | Gamma 3-Piacenza      | 4-1           | 17 giu.       |
| 15 apr.     | 1-1                      | Juventus-Lazio Lubiam | 0-2           | 17 giu.       |
| 15 apr.     | 1-0                      | Peco Bergamo-Bologna  | 2-0           | 17 giu.       |
| 15 apr.     | Riposa: U.P.I.M. Catania |                       |               | 17 giu.       |

| andata (5ª) | andata (5ª)            | Quinta giornata               | ritorno (12ª) | ritorno (12ª) |
|             |                        |                               |               |               |
| 25 apr.     | 2-1                    | Bologna-Juventus              | 0-0           | 24 giu.       |
| 23 apr.     | 4-0                    | Lazio Lubiam-U.P.I.M. Catania | 6-0           | 24 giu.       |
| 23 apr.     | 1-0                    | Piacenza-Peco Bergamo         | 3-2           | 24 giu.       |
| 23 apr.     | Riposa: Gamma 3 Padova |                               |               | 24 giu.       |

| andata (6ª) | andata (6ª)          | Sesta giornata           | ritorno (13ª) | ritorno (13ª) |
|             |                      |                          |               |               |
| 1º mag.     | 0-0                  | Bologna-Lazio Lubiam     | 0-2           | 1º lug.       |
| 1º mag.     | 8-0                  | Gamma 3-U.P.I.M. Catania | 6-0           | 1º lug.       |
| 30 apr.     | 1-1                  | Juventus-Piacenza        | 0-0           | 1º lug.       |
| 30 apr.     | Riposa: Peco Bergamo |                          |               | 1º lug.       |

| \| andata (7ª) \| andata (7ª) \| Settima giornata \| ritorno (14ª) \| ritorno (14ª) \| \| \| \| \| \| \| \| 6 mag. \| 4-1 \| Gamma 3-Lazio Lubiam \| 2-0 \| 8 lug. \| \| 6 mag. \| 5-0 \| Piacenza-Bologna \| 2-0 \| 8 lug. \| \| 6 mag. \| 0-1 \| U.P.I.M. Catania-Peco Bergamo \| 0-7 \| 8 lug. \| \| 6 mag. \| Riposa: Juventus \| \| \| 8 lug. \| |                  |                               |               |               |
| andata (7ª) | andata (7ª)      | Settima giornata              | ritorno (14ª) | ritorno (14ª) |
| |                  |                               |               |               |
| 6 mag. | 4-1              | Gamma 3-Lazio Lubiam          | 2-0           | 8 lug.        |
| 6 mag. | 5-0              | Piacenza-Bologna              | 2-0           | 8 lug.        |
| 6 mag. | 0-1              | U.P.I.M. Catania-Peco Bergamo | 0-7           | 8 lug.        |
| 6 mag. | Riposa: Juventus |                               |               | 8 lug.        |

### Girone finale
|  |    | Girone finale Serie A femminile 1973 | Pt | G  | V | N | P | GF | GS |
|  | -- | ------------------------------------ | -- | -- | - | - | - | -- | -- |
|  | 1. | Gamma 3 Padova                       | 15 | 10 | 6 | 3 | 1 | 13 | 5  |
|  | 2. | Falchi Astro Torino                  | 14 | 10 | 5 | 4 | 1 | 18 | 4  |
|  | 3. | Capellini Mobili Piacenza            | 12 | 10 | 5 | 2 | 3 | 13 | 10 |
|  | 4. | Lazio Lubiam                         | 8  | 10 | 2 | 4 | 4 | 7  | 8  |
|  | 4. | Roma Martinel                        | 8  | 10 | 2 | 4 | 4 | 5  | 9  |
|  | 6. | Pordenone MobilGradisca              | 3  | 10 | 1 | 1 | 8 | 4  | 24 |
|  |    |                                      |    |    |   |   |   |    |    |

Verdetti
- Gamma 3 Padova Campione d'Italia 1973.

### Le Campionesse d'Italia

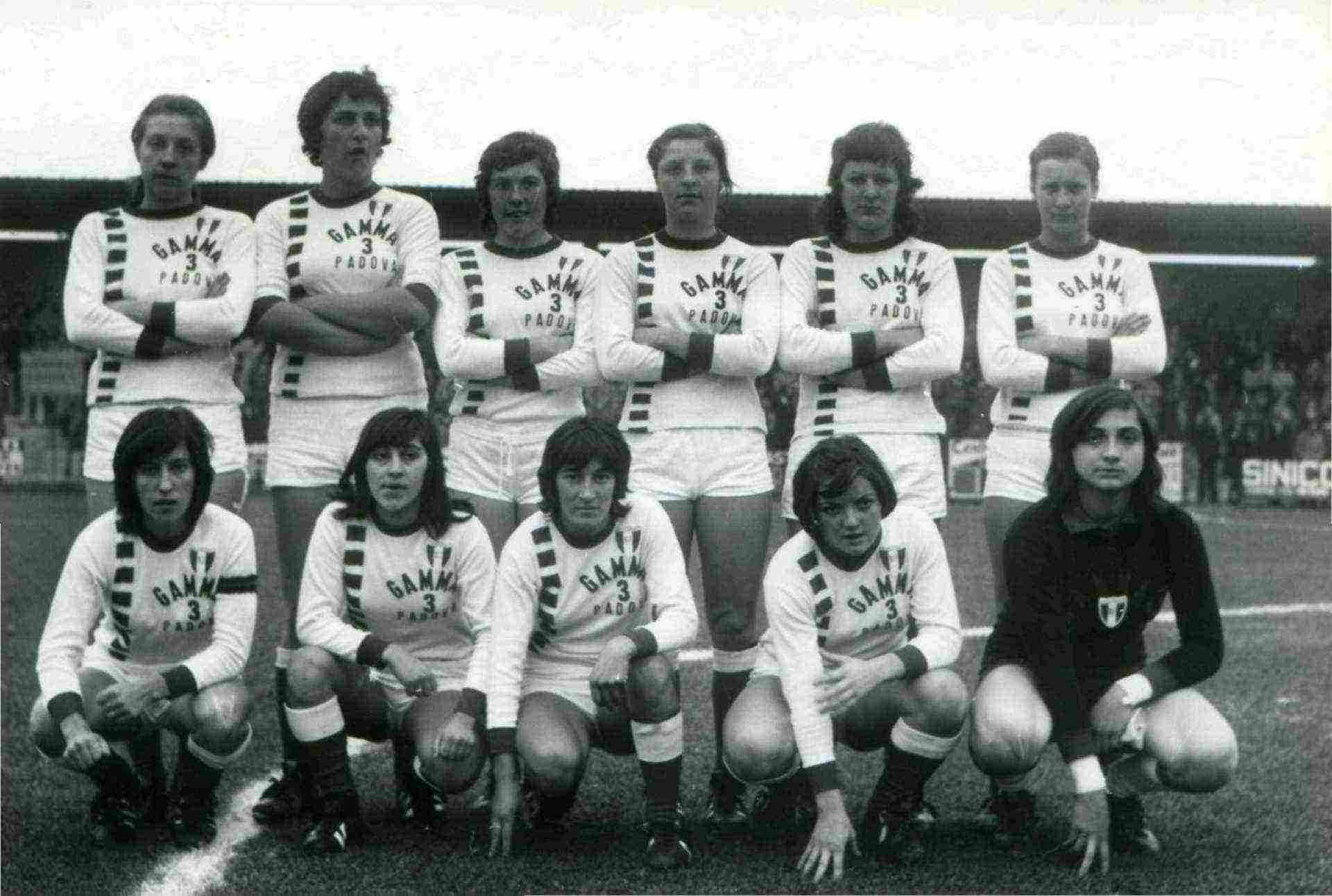
Le Campionesse d'Italia con lo Scudetto del 1972 al petto.

La Gamma 3 Padova, Campione d'Italia 1973.
- Novellina Babetto
- Silvia Berbenni
- Antonia Cannone
- Maria Fabris
- Fernanda Favotto
- Assunta Giovanna Gualdi (I)
- Patrizia Gualdi (II)
- Maria Teresa Negri
- Niero
- Annarosa Padovan
- Annamaria Pagotto
- Concepción "Conchi" Sánchez Freire (Amancio)[4]
- Wilma Seghetti
- Elisabetta Vignotto

### Calendario
| andata (1ª) | andata (1ª) | Prima giornata         | ritorno (8ª) | ritorno (8ª) |
|             |             |                        |              |              |
| 2 set.      | 0-0         | Gamma 3-Falchi Astro   | 1-1          | 7 ott.       |
| 2 set.      | 2-0         | Lazio Lubiam-Pordenone | 0-2          | 7 ott.       |
| 2 set.      | 0-1         | Roma-Piacenza          | 3-1          | 7 ott.       |

| andata (2ª) | andata (2ª) | Seconda giornata      | ritorno (7ª) | ritorno (7ª) |
|             |             |                       |              |              |
| 9 set.      | 1-0         | Gamma 3-Lazio Lubiam  | 1-0          | 14 ott.      |
| 9 set.      | 1-0         | Piacenza-Falchi Astro | 0-2          | 14 ott.      |
| 9 set.      | 1-1         | Pordenone-Roma        | 0-1          | 14 ott.      |

| andata (3ª) | andata (3ª) | Terza giornata            | ritorno (8ª) | ritorno (8ª) |
|             |             |                           |              |              |
| 16 set.     | 1-0         | Gamma 3 Padova-Roma       | 0-0          | 21 ott.      |
| 16 set.     | 0-0         | Lazio Lubiam-Falchi Astro | 2-3          | 21 ott.      |
| 16 set.     | 4-0         | Piacenza-Pordenone        | 2-0          | 21 ott.      |

| andata (4ª) | andata (4ª) | Quarta giornata       | ritorno (9ª) | ritorno (9ª) |
|             |             |                       |              |              |
| 27 set.     | 3-0         | Falchi Astro-Roma     | 0-0          | 28 ott.      |
| 23 set.     | 4-1         | Gamma 3-Pordenone     | 1-0          | 28 ott.      |
| 23 set.     | 0-0         | Lazio Lubiam-Piacenza | 1-1          | 28 ott.      |

| \| andata (5ª) \| andata (5ª) \| Quinta giornata \| ritorno (10ª) \| ritorno (10ª) \| \| \| \| \| \| \| \| 23 set. \| 3-2 \| Piacenza-Gamma 3 Padova \| 0-2 \| 4 nov. \| \| 23 set. \| 0-2 \| Pordenone-Falchi Astro \| 0-7 \| 4 nov. \| \| 23 set. \| 0-2 \| Roma-Lazio Lubiam \| 0-0 \| 4 nov. \| |             |                         |               |               |
| andata (5ª) | andata (5ª) | Quinta giornata         | ritorno (10ª) | ritorno (10ª) |
| |             |                         |               |               |
| 23 set. | 3-2         | Piacenza-Gamma 3 Padova | 0-2           | 4 nov.        |
| 23 set. | 0-2         | Pordenone-Falchi Astro  | 0-7           | 4 nov.        |
| 23 set. | 0-2         | Roma-Lazio Lubiam       | 0-0           | 4 nov.        |

## Campionato F.I.C.F.
L'edizione 1973 del campionato di calcio italiano femminile F.I.C.F. vide la vittoria dell'A.C.F. Milano di Milano.
Questo gruppo di dissidenti dalla Federazione Unificata è stata voluto e sostenuto da Valeria Rocchi (ex A.C.F. Milano e Gomma Gomma) e da Marco Rambaudi (ex Real Torino). Ma, una volta iniziato il torneo e venute a mancare alcune importanti affiliazioni (il Real Juventus si sfaldò con la cessione di molte ragazze a squadre dell'altra Federazione), sia Valeria Rocchi che il rappresentante del Milano dettero le dimissioni e si allontanarono dalla gestione ed organizzazione del calcio Femminile sia a carattere locale che Federale.
Il campionato fu organizzato con qualificazioni a livello interregionale più girone di finale da squadre appartenenti a 3 soli Comitati Regionali: Piemonte, Liguria-Toscana e Lombardia:
Piemonte:
- Real Juventus, Torino (TO)

Lombardia:
- G.S. Cinisello, Cinisello Balsamo (MI)
- Milano, Milano (MI)
- . . . O.L.A.C.
- C.F.C. Pippo Singer Club, Castiglione delle Stiviere (MN)
- U.S. Ticinum, Pontevecchio di Magenta (MI)

Toscana-Liguria:
- A.C.F. Agostini Viareggio, Viareggio (LU)
- A.C.F. Livorno, Livorno (LI)
- A.C.F. Piombino, Piombino (LI)
- A.C.F. Pisa, Pisa (PI)
- Pol. Pro Viareggio, Viareggio (LU)
- A.C.F. Querciagrossa, Siena, (SI)
- Spezia F.C. 1970, La Spezia, (SP)
- U.S.F. Stella Azzurra, Licciana Nardi (MS)
- C.F. Venturina, Venturina (LI)

## Girone finale
- A.C.F. Milano, Milano
- A.C.F. Livorno, Livorno
- A.C.F. Piombino, Piombino
- C.F.C. Pippo Singer Club, Castiglione delle Stiviere
- Spezia F.C. 1970, La Spezia
- C.F. Venturina, Venturina
- A.C.F. Agostini Viareggio, Viareggio

Verdetti
- Il Milano è Campione d'Italia F.I.G.C.F. 1973.
- Sciolta la F.I.C.F., delle società affiliate il solo Milano è ammesso alla Serie A femminile 1974 dopo la fusione con la Ambrosiana Milano e la Peco Saronno.
- Tutte le altre società confluiscono nella Federazione Unificata disputando i campionati di Serie A Interregionale e Serie B regionale.

Le notizie relative a Valeria Rocchi e i nomi delle squadre iscritte sono state pubblicate dalla Gazzetta dello Sport tra febbraio e aprile 1973.

### Giornali
- Gazzetta dello Sport, del 1973, consultabile presso le Biblioteche:
  - Biblioteca Civica di Torino;
  - Biblioteca Nazionale Braidense di Milano,
  - Biblioteca Civica Berio di Genova,
  - Biblioteca Nazionale Centrale di Firenze,
  - Biblioteca Nazionale Centrale di Roma,
  - Emeroteca del C.O.N.I., Roma.
- Tuttosport, del 1973, consultabile presso le Biblioteche:
  - Biblioteca Civica di Torino;
  - Biblioteca Nazionale Centrale di Firenze,
  - Biblioteca Nazionale Centrale di Roma,
  - Emeroteca del C.O.N.I., Roma.
- Corriere dello Sport, del 1973, consultabile presso le Biblioteche:
  - Biblioteca Nazionale Centrale di Firenze,
  - Biblioteca Nazionale Centrale di Roma,
  - Emeroteca del C.O.N.I., Roma.
- Stadio, del 1973, consultabile presso le Biblioteche:
  - Biblioteca Universitaria di Bologna,
  - Biblioteca Nazionale Centrale di Firenze,
  - Biblioteca Nazionale Centrale di Roma,
  - Emeroteca del C.O.N.I., Roma.
- Il Gazzettino edizioni di Pordenone (Biblioteca Comunale di Pordenone), edizione Padova (Biblioteca dell'Orto Botanico via Orto Botanico 15 a Padova) e edizione Treviso (Biblioteca Comunale di Treviso);
- Libertà presso la Biblioteca Comunale “Passerini Landi” di Piacenza.
- Eco di Bergamo, quotidiano di Bergamo conservato dalla "Biblioteca Mai" in Città Alta.